# Generador síncrono

Generador monofásico simple

Forma de onda de un sistema trifásico

Corte transversal de un generador trifásico de dos polos

El generador síncrono, también conocido como alternador síncrono o sincrónico, es un tipo de máquina eléctrica rotativa capaz de transformar energía mecánica en energía eléctrica. Su velocidad de rotación se mantiene constante y tiene un vínculo rígido con la frecuencia f de la red. Su relación fundamental es:
{\displaystyle n={\frac {60f}{p}}}
Donde n representa la velocidad en r. p. m. y p el número de pares de polos.
Entre los diferentes tipos de generadores síncronos existen los de tipo trifásico, que son los más comunes a la hora de generar energía eléctrica para uso domiciliario e industrial, así como también existen generadores monofásicos usados para ferrocarriles.

## Principio de funcionamiento
El generador síncrono, basa su funcionamiento en la inducción electromagnética según la ley de Faraday. Cuando un conductor eléctrico y un campo magnético se mueven de manera relativa uno respecto del otro, se induce en el conductor una diferencia de potencial.

### Funcionamiento
El generador síncrono está compuesto principalmente de una parte móvil o rotor y de una parte fija o estátor. 
En las máquinas actuales, se coloca un dispositivo interior giratorio conformado por un núcleo magnético y un conductor dispuesto en forma de espiras llamado rotor (inductor), y una parte externa fija denominado estátor (inducido). Al rotor se le suministra una corriente continua para su excitación, la que genera un campo magnético. 
De acuerdo al teorema de Ferraris, al hacer girar el rotor mediante un evento externo, se induce en el estátor un campo magnético giratorio. Este campo, induce en los devanados del estátor una fuerza electromotriz (F.E.M.) alterna senoidal.
La velocidad angular de rotación del campo, está determinada por la frecuencia de la corriente alterna y del número de pares de polos.
{\displaystyle \omega _{n}={\frac {\omega }{p}}={\frac {2\pi {f}}{p}}}, se expresa en rad/s
Una máquina síncrona, posee dos fuerzas magnetomotrices: la del rotor y la del estátor.
El rotor gira al recibir un empuje externo desde un motor diésel, turbinas de gas, turbinas de vapor, sistema de ciclo combinado o hidráulico.
En los generadores de gran potencia, se acopla mecánicamente un generador de corriente directa (excitatriz), del que se obtiene la tensión necesaria para excitar al rotor.

## Tipos constructivos
Normalmente, una máquina eléctrica se construye de tal manera que el devanado del inducido se mantiene en el rotor (parte giratoria) y el devanado de campo en el estátor (parte estacionaria). Pero en los generadores o alternadores síncronos modernos debido a la cantidad de ventajas, el devanado del inducido se mantiene como una parte estacionaria y el devanado de campo como la parte giratoria.
- Al utilizar un sistema de inducido estacionario, la construcción del rotor se vuelve fácil, ya que el devanado de campo se suministra a través de CC.
- El peso del rotor también se reduce cuando el devanado de campo permanece en el rotor en comparación con un devanado de armadura trifásico, lo que reduce la inercia del rotor.
- En los grandes generadores síncronos, el devanado del inducido transporta grandes corrientes. Por tanto, es fácil aislar las bobinas del inducido cuando se colocan en un estátor en comparación con un rotor.[1]

### Inductor (rotor)

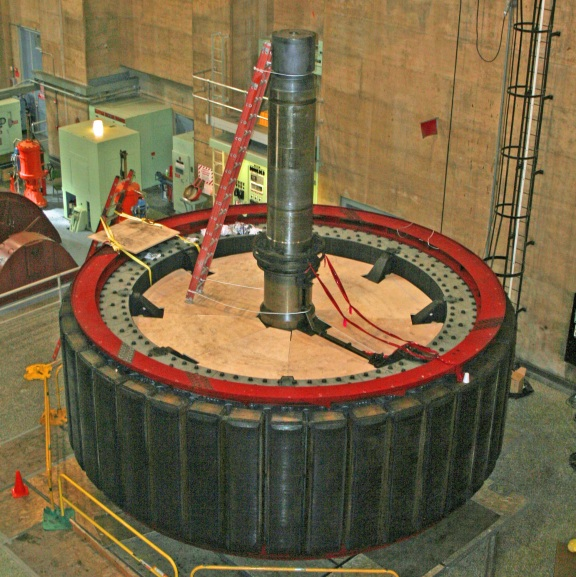
Rotor o inductor de un generador de gran potencia. Se dispone en forma vertical.

Las dos principales diferencias entre los distintos tipos de generadores síncronos, referidas al rotor son:
1.- Su construcción física. 2.- El sistema de alimentación de corriente continua empleado para su excitación.
- Excitación Independiente: excitatriz independiente de corriente continua que alimenta el rotor a través de un juego de anillos rozantes y escobillas.

- Excitatriz principal y excitatriz piloto: la máquina principal de continua tiene como bobinado de campo otra máquina de excitación independiente, accionada por el mismo eje.

- Electrónica de potencia: directamente, desde la salida trifásica del generador, se rectifica la señal mediante un rectificador controlado, y desde el mismo se alimenta directamente en continua el rotor mediante un juego de contactores (anillos y escobillas). El arranque se efectúa utilizando una fuente auxiliar (batería).

- Sin escobillas, o diodos giratorios: la fuente de continua es un rectificador no controlado situado en el mismo rotor (dentro del mismo) alimentado en alterna por un generador situado también en el mismo eje y cuyo bobinado de campo es excitado desde un rectificador controlado que rectifica la señal generada por el giro de unos imanes permanentes situados en el mismo rotor (que constituyen la excitatriz piloto de alterna).

- Excitación estática o por transformador de compoundaje, consiste en que el devanado de campo del rotor es alimentado desde una fuente de alimentación a transformador y rectificadores que toma la tensión y corriente de salida del estátor. El transformador, de tipo especial, posee dos devanados primarios, llamados de tensión e intensidad, que se conectan en paralelo y en serie a los bornes de salida del estátor. El transformador convierte la tensión de salida a una más baja (30 V aprox.), que se rectifica y aplica al rotor por medio de escobillas y anillos deslizantes. Es un sistema con autorregulación intrínseca, ya que al tener el bobinado serie, al aumentar el consumo sobre el generador, aumenta el flujo del transformador y por lo tanto aumenta la excitación del generador.

### Inducido (estátor)

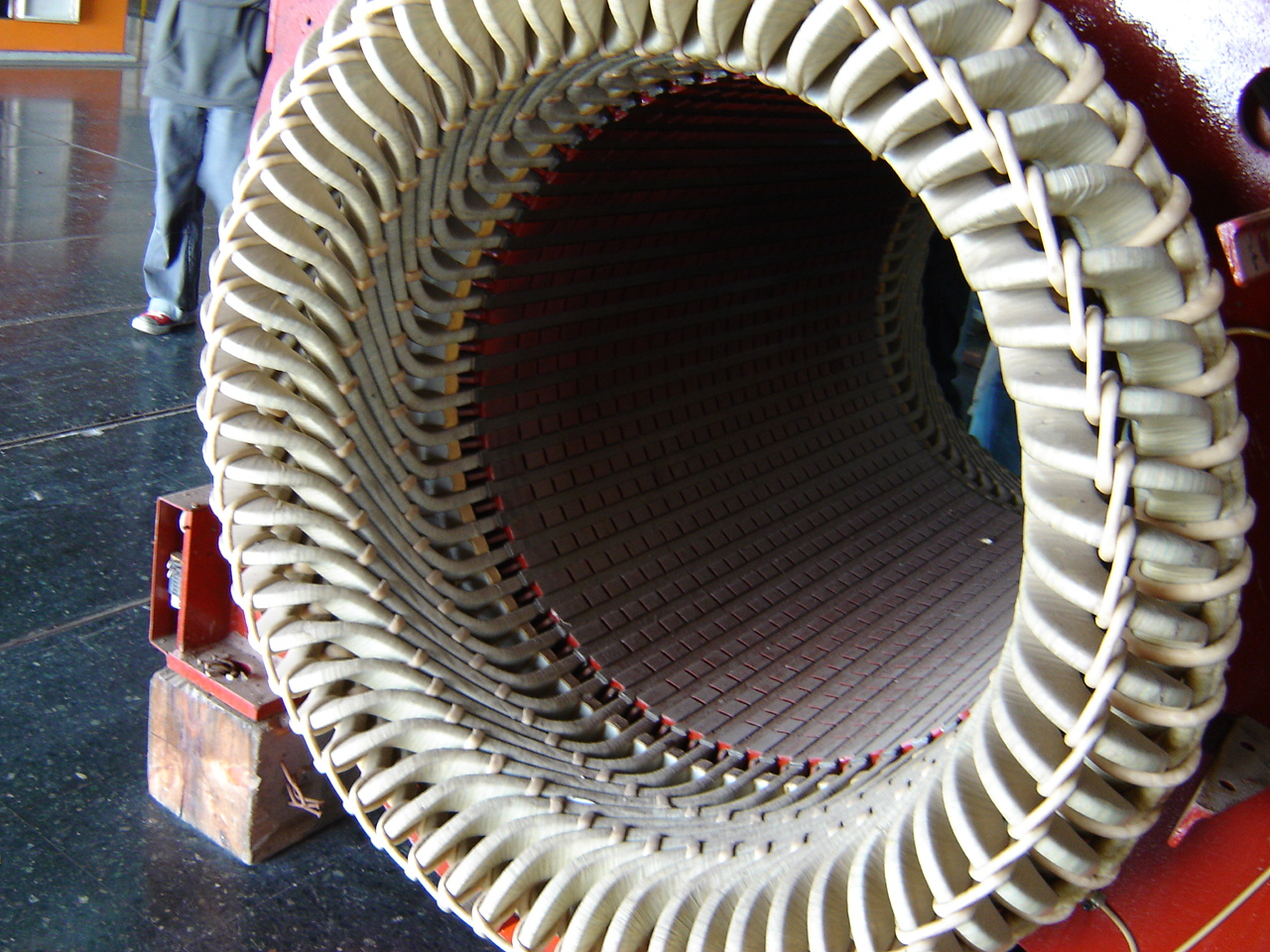
Estátor de alternador (inducido)

El estátor de este tipo de generador está constituido por un núcleo armado de chapas de acero electrotécnico (hierro-silicio), con un gran número de ranuras sobre las que se aloja el devanado trifásico. Este devanado está dispuesto de tal forma que los principios de cada fase se disponen a 120 grados eléctricos entre sí.
Las formas fundamentales del conexionado de sus salidas son: estrella, triángulo, doble estrella, doble triángulo.

## Campo magnético rotatorio
Un campo magnético rotativo o campo magnético giratorio es un campo magnético que rota a una velocidad uniforme (idealmente) y es generado a partir de una corriente eléctrica alterna trifásica. Fue descubierto por Nikola Tesla en 1882, y es el fenómeno sobre el que se fundamenta el motor de corriente alterna.